# Фридженто
Фриджѐнто (на италиански: Frigento) е малко градче и община в Южна Италия, провинция Авелино, регион Кампания. Разположено е на 911 m надморска височина. Населението на общината е 4005 души (към 2010 г.).